# Gustavo I da Suécia
Gustavo I (n. Rydbo ou Lindholmen, 12 de maio de 1496 – m. Estocolmo, 29 de setembro de 1560) - nascido Gustavo Eriksson e mais tarde conhecido como Gustavo Vasa (Gustav Vasa) - foi  rei da Suécia de 1523 até sua morte em 1560. A sua família tinha o nome de Vasa, e pertencia à nobreza sueca. 
Gustavo I Vasa nasceu em 12 de maio de 1496, provavelmente na fazenda de sua família em Lindholmen ou em Rydbo. Ele era filho de Érico João Vasa e sua mãe era Cecília Månsdotter. Gustavo é considerado o fundador da Suécia moderna, tendo introduzido a monarquia absoluta e hereditária, a administração nacional centralizada e a fé protestante luterana como religião de estado, com uma igreja nacional sueca regida pelo rei e não pelo Papa. Entre os seus filhos, estão três reis da Suécia: Érico XIV, João III e Carlos IX.
Foi o regente do reino (riksföreståndare) de 1521 até sua ascensão ao trono em 1523, período em que decorreu a Guerra de Libertação da Suécia contra o rei Cristiano II da Dinamarca. Originário da nobreza sueca, Gustavo Vasa liderou o movimento rebelde anti-dinamarquês, após o Banho de Sangue de Estocolmo, no qual seu pai foi morto. Conseguiu o apoio da aristocracia local e de setores do campesinato independente. 
Foi eleito rei, em 6 de junho de 1523, pelo Parlamento da Suécia (Riksdagen) reunido na cidade de Strängnäs. A sua triunfante entrada em Estocolmo onze dias depois, significaram o fim da monarquia eletiva da Suécia medieval e também o fim da União de Kalmar.
Gustavo Vasa deixou a seus sucessores um país com uma economia próspera e uma administração eficiente, a caminho da posição de grande potência regional.